# Selnica ob Dravi
Selnica ob Dravi è un comune di 4 564 abitanti della Slovenia nord-orientale.